# São Julião (Gouveia)
A Freguesia de São Julião foi uma das duas freguesias em que se implantava a cidade de Gouveia, na antiga província da Beira Alta, região do Centro e sub-região da Serra da Estrela, freguesia que tinha 7,92 km² de área e 1 622 habitantes (2011), e, por isso, uma densidade populacional de 204,8 hab/km².
A Freguesia de São Julião foi extinta em 2013, no âmbito de uma reforma administrativa nacional, para, em conjunto com a Freguesia de São Pedro, formar uma nova freguesia denominada União das Freguesias de Gouveia (São Pedro e São Julião) com a sede em São Pedro.

## Património
- Quinta da Vista Alegre[2]

- Rotunda das Escolas (arte rupestre)[3]

## População
| Totais | Totais | Totais | Totais | Totais | Totais | Totais | Totais | Totais | Totais | Totais | Totais | Totais | Totais | Totais | Totais |
| ------ | ------ | ------ | ------ | ------ | ------ | ------ | ------ | ------ | ------ | ------ | ------ | ------ | ------ | ------ | ------ |
| Censo  | 1864   | 1878   | 1890   | 1900   | 1911   | 1920   | 1930   | 1940   | 1950   | 1960   | 1970   | 1981   | 1991   | 2001   | 2011   |
| Habit  | 804    | 1 024  | 1 086  | 1 097  | 1 218  | 1 336  | 1 516  | 1 637  | 1 610  | 1 993  | 1 159  | 1 636  | 1 510  | 1 561  | 1 622  |
| Varº   |        | +27%   | +6%    | +1%    | +11%   | +10%   | +13%   | +8%    | -2%    | +24%   | -42%   | +41%   | -8%    | +3%    | +4%    |

|     | 0-14 anos  | 15-24 anos | 25-64 anos | 65 e + anos |
| Hab | 210 \| 188 | 185 \| 168 | 819 \| 829 | 347 \| 437  |
| Var | -10%       | -9%        | +1%        | +26%        |